# Congorilla
Congorilla, conocido también por su nombre humano como Congo Bill, es un personaje ficticio, creado como personaje aventurero y superhéroe, para la editorial DC Comics y el sello Vertigo. Originalmente, fue cocreado por el escritor Whitney Ellsmorth y el artista George Papp, más tarde sería transformado en un humano en el cuerpo de un Simio por Robert Bernstein y Howard Sherman. Este personaje apareció por primera vez en la revista de historietas More Fun Comics Vol. 1 #56 (abril de 1954).

## Historia sobre la publicación
Congo Bill se encontró con un legendario gorila dorado en las páginas de Action Comics Vol. 1 #224 (enero de 1957). También se encontraría con el también llamado Kongorilla que también poseía un nombre similar, y que había sido nombrado en el Action Comics Vol. 1 (mayo de 1957).
Congo Bill fue un título de una serie longeva de historietas de DC Comics, que apareció por varios títulos de la editorial desde 1940 (como historia suplementaria) hasta su incursión en la serie de Action Comics Vol. 1 #248 (enero de 1959), cuando Congo Bill se transformó en un Gorila llamado Congorilla y que obligó a que su personaje y sus historias en su presentación cambiasen a este nuevo título. Congo Bill fue una serie de aventuras estándares en formato de tira suplementarias, que a menudo recordaban las tiras cómicas de Alex Raymond que publicaba del personaje Jungle Jim en el periódico.
El cómic Action Comics Vol. 1 #191 (abril de 1954), permitió la introducción de Janu, el chico de la Selva, un jovencito criado en la selva después de que su padre había sido asesinado por un trigre. La tira fue un éxito moderado, siendo trasladada de More Fun Comics a Action Comics en el número 37, donde permaneció hasta el número 248,  cuando se transformaría en Congorilla. En 1954, DC Comics le otorgó a Congo Bill su propio título en solitario, que duró apenas siete ediciones (agosto/septiembre de 1954) - (agosto septiembre de 1955).
La serie Congorilla siguió en las páginas de Action Comics hasta la edición #259, luego de ser transferida a las páginas de Adventure Comics, donde fue publicada hasta la edición #283. Tras la desaparición de su propia serie, Congorilla ha sído un personaje invitada desde entonces en varios títulos, incluyendo como personaje miembro de los Héroes Olvidados. El personaje finalmente recibiría una miniserie limitada, en 1992,donde Congo Bill sería traicionado por (su ahora corrupto) aliado, Janu, que uurparía la identidad como "Congorilla", y Bill se vería obligado a luchar contra su propio hijo adoptivo hasta la muerte. Congo Bill se quedaría ciego en su ojo izquierdo, haciendole ver difícilmente tras luchar contra Janu, su hijo adoptivo, tras su batalla final. Hacia 1999, DC Comics trajo de vuelta a Congo Bill para formar parte de una nueva serie limitada de cuatro números, bajo el sello Vertigo, en una historia centrada para público adulto. Congorilla volvería al Universo DC en el 2009, cuando formó parte del elenco de la miniserie, Justice League: Cry for Justice uniéndose a una facción de la Liga de la Justicia, y que se reflejaría como consecuencia su incorporación a dicha Liga liderada por Hal Jordan y Donna Troy en la serie regular de la Liga de la Justicia de América hasta la cancelación de la serie.

## Biografía ficticia sobre el personaje
William "Congo Bill" Glenmorgan, un aventurero, nació en 1898, hijo de un guardabosques escocés. en algún momento, militó en las filas del IRA, y durante la Primera Guerra Mundial él sirvió como soldado del ejército expedicionario británico en la Batalla del Somme, aquella librada en territorio francés en 1916, así como luchó en Flandes en Passendale, Bélgica. Durante ese trayecto, sirvió como espía en Austria. Más tarde se convirtió en aventurero trotamundos, y durante un tiempo trabajó para la Compañía Mundial de Seguros ('Worldwide Insurance Company), protegiendo las políticas que habían inscrito y salvando a las empresas de aquellos que hacían pagos fraudulentos.
Bill se contentó con vivir en un país africano, continente y nación al cual dedicó como su afecto y lugar de adopción, jurando defenderlo de cualquier daño. Allí, se hizo la amistad de un brujo conocido como el Jefe Kawolo. Cuando Kawolo fue herido de muerte durante un terrible accidente, llamó a Bill a su lado y le ofreció un anillo mágico. Kawolo dijo al escéptico Congol Bill que, al frotar el anillo, le podía transferir su conciencia al cuerpo de un legendario Gorila Dorado. Sin embargo, aceptó el anillo para poder satisfacer el último deseo de su amigo, Varias semanas después, un terremoto atrapó a Bill en una profunda cueva, sin posibilidades de escape, Congo Bill frotó desesperadamente su anillo mágico. Al instante, su mente fue teletransportada al cuerpo del legendario Gorila Dorado. Este le permitió correr directamente a la cueva, usando su superfuerza para lograr despejar la entrata bloqueada de la cueva, y se preguntó asimismo que podría haberle pasado a su cuerpo mientras no regresase a él. Se dio cuenta de que cuando su conciencia entrara en el cuerpo del Gorila, la conciencia de la criatura entraría a su cuerpo, es decir, una transferencia de conciencias. por lo tanto, Bill decide entonces usar estos nuevos podere para luchar contra el crimen en la selva. Más tarde, se uniría a su lado Janu, un joven que había encontrado viviendo en la selva y que había sido abandonado.

### Su encuentro con laLiga de la Justicia
Muchos años después, Bill (ahora conocido como Congorilla), quedó atrapado en su forma de gorilla, tras la muerte de su cuerpo humano. Se convertiría en protector de una banda de Gorilas, y se volvió amigo del superhéroe sudafricano Freedom Beast. Cuando los gorilas y Freedom Beast fueron dados de baja por un grupo de cazadores furtivos, Congorilla decide hacer justicia. Tras la muerte del supervillano Prometheus, Congorilla entonces decide unirse a Starman (Mikaal Tomas) y, finalmente, a una facción dividida de la Liga de la Justicia. Tras la muerte de Prometheus, Congorilla se convierte en miembro permanente de la Liga de la Justicia.
En su tiempo compartido con la Liga, Bill se enfrentó a enemigos como un malvado Starheart (un Alan Scott que fue poseído por el lado oscuro del corazón estelar, la energía que irradia su batería de poder que le otorgar sus poderes como Linterna Verde), y Eclipso, además, se convirtió en amigo cercano de Mikaal Thomas y Supergirl. También formaría parte de una escuadra de la Liga de la Justicia mucho mayor en el momento en que se había producido el regreso del Batman original, tras su aparente muerte que terminó realmente por enviarlo en el tiempo, tras una aparente amenaza de la destrucción del tiempo y el espacio intentase afectar al universo.
Tras la serie Batman Incorporated, cuando Batman nombra a Batwing como el Batman africano, Congorilla se da cuenta de que el continente es demasiado grande para que un solo héroe pudiera ser protegido. En última instancia, eligió renunciar a la Liga de la Justicia de América, para colaborar a organizar a los héroes africanos en la creación de un equipo más eficiente, así como poder encontrar a un digno sucesor para llevar más adelante el legado de Freedom beast

## Poderes y habilidades
Antes de poder convertirse permanentemente Congo Bill, era un hábil cazador y aviador. Como Congorilla, un cuerpo simiesco por el cual Bill accedía auna seride de poderes gracias a su anillo mágico, el cual eventualmentr transfería su conciencia, este le otorga superfuerza, y la agilidad de un Super Gorila, un proceso de curación regenerativa acelarada, y capacidad para aumentar su altura a niveles excepcionales.

## Otras versiones
- En la línea de historietas conocida como Elseworlds, en la miniserie limitada JLA: El Clavo, Congo Bill (en su forma de Congorilla), tiene una breve aparición en los laboratorios del profesor Emil Hamilton, en los Laboratorios CADMUS.[17]
- En la línea temporal alternativa de la serie limitada Flashpoint, Congorilla es asesinado por Gorila Grodd, en la arena de Ciudad Gorila.[18]
- Una versión futura de Congorilla apareció en una propuesta rechazada de Alan Moore para la serie limitada Twilight of the Superheroes, en donde este se convertía en un jefe del crimen en un güeto de superhéroes, en el que recibe a la mayor parte de criminales y combatientes del crimen ya jubilados, que vivieron durante la Edad de Oro. Congorilla seguía permaneciendo en el cuerpo del Gorila de Oro por décadas, puesto que su cuerpo humano había envejecido y se hizo demasiado frágil. Sin embargo, el cuerpo de Congo Bill se negaría a morir, siendo todavía habitado por el alma del Gorila de oro, ahora escondido en el departamento de Congorilla.

## Apariciones en otros medios

### Televisión
Una variación de William Glenmorgan aparece en el episodio de Arrow "Mi nombre es Emiko Queen", interpretado por Edward Foy. Esta versión es un mercenario humano.

### Cine
Congo Bill fue un filme de un serial realizado por Columbia Pictures en 1948. Este serial, fue protagonizado por Don McGuire y Cleo Moore, y fue producido por Sam Katzman. el serial fue reeditada en 1957 cuando Moore se había convertido en un famoso actor y estrella de cine.

### Varios
- Adventure Comics # 283 aparece en el episodio "El gran robo de la estación de servicio" de The Andy Griffith Show, en el que es leído por Gomer Pyle.
- Congorilla aparecería en el #19 de la historietas basada en la serie animada de Young Justice. En esta versión, es una deidad gorila, y era miembro de las ropas de Solovar hasta que gorilas enteros fueron usados para servir de experimentos de Cerebro y Ultra-Humanidad, Congorilla sería el único de los gorilas que escapó. En el presente, observó a alguns gorilas en un refugio seguro que desconocía Monsieur Mallah, el guardaespaldas de Cerebro. Tras la liberación de las tropas gorilas, Congorilla los dejó.